# Вила Ђесо (Терамо)
Вила Ђесо (итал. Villa Gesso) је насеље у Италији у округу Терамо, региону Абруцо.
Према процени из 2011. у насељу је живело 114 становника. Насеље се налази на надморској висини од 693 м.